# براد تيري
براد تيري (بالإنجليزية: Brad Terry)‏ هو عازف جاز أمريكي، ولد في 1937.

## وصلات خارجية
- براد تيري على موقع ميوزك برينز (الإنجليزية)
- براد تيري على موقع أول ميوزيك (الإنجليزية)
- براد تيري على موقع ديسكوغز (الإنجليزية)